# Jaroslav Zápalka
Jaroslav Zápalka (* 18. dubna 1958) je bývalý československý fotbalista, brankář. Po skončení aktivní kariéry vlastnil restauraci a dělal správce školy.

## Fotbalová kariéra
Odchovanec Města Albrechtic hrál v lize za TJ Vítkovice (1981–1989), v rakouské lize působil v Kremser SC (1989–1992). Poté se vrátil do mateřského oddílu, zažil s ním historický postup do Divize E a po skončení hráčské kariéry zde působil i jako funkcionář. Na sklonku kariéry působil také v Krnově.
V naší nejvyšší soutěži odchytal 174 utkání, v rakouské lize odehrál 60 utkání. Za olympijský tým nastoupil ke 4 utkáním. V sezoně 1985/1986 získal s TJ Vítkovice mistrovský titul.

## Ligová bilance
| Ročník                                   | Zápasy | Góly | Klub                       |
| ---------------------------------------- | ------ | ---- | -------------------------- |
| 1. československá fotbalová liga 1981/82 | 24     | 0    | TJ Vítkovice               |
| 1. československá fotbalová liga 1982/83 | 17     | 0    | TJ Vítkovice               |
| 1. československá fotbalová liga 1983/84 | 21     | 0    | TJ Vítkovice               |
| 1. československá fotbalová liga 1984/85 | 14     | 0    | TJ Vítkovice               |
| 1. československá fotbalová liga 1985/86 | 26     | 0    | TJ Vítkovice               |
| 1. československá fotbalová liga 1986/87 | 19     | 0    | TJ Vítkovice               |
| 1. československá fotbalová liga 1987/88 | 28     | 0    | TJ Vítkovice               |
| 1. československá fotbalová liga 1988/89 | 25     | 0    | TJ Vítkovice               |
| Rakouská Bundesliga 1989/90              | 22     | 0    | Kremser SC                 |
| Rakouská Bundesliga 1990/91              | 22     | 0    | Kremser SC                 |
| Rakouská Bundesliga 1991/92              | 16     | 0    | Kremser SC                 |
| Hanácký župní přebor 1992/93             | 16     | 1    | FK ARTEP Město Albrechtice |
| Divize E 1993/94                         | 5      | 0    | FK ARTEP Město Albrechtice |
| Divize E 1994/95                         | 11     | 0    | FK ARTEP Město Albrechtice |
| CELKEM 1. LIGA                           | 234    | 0    |                            |